# إم بي سي مصر 2
إم بي سي مصر 2 (بالإنجليزية: MBC Masr 2) هي قناة فضائية خاصة تعرض البرامج المصرية والفن والدراما وأحيانا الأفلام المصرية، بدأت البث في عام 2014 من قبل مركز تلفزيون الشرق الأوسط، وهي قناة مجانية تقدم مجموعة من المسلسلات العربية والبرامج الترفيهية.

## أهم برامج القناة

### صباحك مصري
برنامج صباحي يهتم بالحياة في مصر، حيث يعرض الأخبار السياسية والاجتماعية والاقتصادية والفن والرياضة.

### مسرح مصر
مسرحية كوميدية أسبوعية ساخرة وتعتبر نوع جديد من المسرحيات على شكل حلقات، بحيث تكون كل حلقة باسم ومضمون مختلف في إطار كوميدي ترفيهي ساخر، تم عرضها لأول مرة في 17 يناير 2014.

### أشرف يقدمه أيمن
برنامج كوميدي وتعد فكرته غير تقليدية وفريدة من نوعها.

### Wipe Out
برنامج مسابقات ومنافسات.

### عايز اتجوز
برنامج مقالب وفكاهي.

### ET بالعربي
مهتم بأخبار المشاهير والأخص منهم الفنانين بالوطن العربي.

### من القلب للقلب
برنامج متنوع من حيث الموضوع حيث يتحدث عن الحياة الأسرية المصرية ومعلومات عن فقه المرأة والأطفال والعادات الغذائية.

## أنظر أيضّاً
- إم بي سي 1
- إم بي سي 2
- إم بي سي 3
- إم بي سي 4
- إم بي سي 5
- إم بي سي دراما
- إم بي سي أكشن
- إم بي سي ماكس
- إم بي سي الفارسية
- إم بي سي بوليوود
- إم بي سي مصر
- إم بي سي مصر 2
- إم بي سي مصر دراما
- مركز تلفزيون الشرق الأوسط
- إم بي سي العراق
- إم بي سي برو سبورت +4 قنوات (أغلقت)
- شاهد.نت
- إم بي سي إف إم
- بانوراما إف إم
- قناة العربية
- قناة الحدث
- إم بي سي بلس دراما